# Табоне, Ченсу
Винсент «Ченсу» Табоне (мальт. Vincent „Ċensu“ Tabone; 30 марта 1913, Виктория, Мальта — 14 марта 2012, Сан-Джильян, Мальта) — мальтийский государственный и политический деятель, президент Мальты (1989—1994).

## Биография

### Образование и научно-врачебная деятельность
В 1933 году окончил Мальтийский университет, получив образование в сфере фармацевтики. В 1937 году становится доктором медицины. Во время Второй мировой войны служил полковым хирургом в Королевской артиллерии Мальты, а затем — в качестве окулиста в военном госпитале в г. Мтарфа. В 1946 году завершил своё медицинское образование, получив диплом врача-офтальмолога Оксфордского университета. Также имел диплом окулиста Королевского хирургического колледжа, приглашённым учёным которого он и работал. В 1953 году ему была присуждена докторская степень лондонского Общества аптекарей.
После своего возвращения на Мальту, он несколько лет работал в качестве врача-офтальмолога в различных больницах страны. Одновременно в течение нескольких лет являлся экспертом ВОЗ по работе в очагах конъюнктивита. В этом качестве он работал на Тайване, в Индонезии и в Ираке. В 1954 году основал медицинскую ассоциацию страны и являлся её многолетним президентом. С 1957 года — профессор клинической офтальмологии Мальтийского университета.

### Партийная деятельность
С начала 1960-х гг. начинает активную политическую деятельность Табоне был политически активным.
- 1961 г. — член исполнительного комитета.
- 1962—1972 гг. — генеральный секретарь,
- 1972—1977 гг. — первый вице-председатель,
- 1977—1985 гг. — председатель Исполнительного комитета Националистической партии. В 1978—1987 годах одновременно был официальным представителем партии по международным делам.

### Государственная деятельность
- 1966—1989 гг. — член Палаты представителей, также активно работал в различных комиссиях Совета Европы,
- 1966—1971 гг. — министр по вопросам занятости, труда и социального обеспечения. В этом качестве в 1968 году он обратил внимание ООН на проблему старения населения,
- 1987—1989 гг. — министр иностранных дел Мальты. Активно выступал за принятие Конвенции ООН по проблемам изменения климата,
- 1989—1994 гг. — президент Мальты.

Умер 14 марта 2012 года в своём доме в Сент-Джулиансе, Мальта, в возрасте 98 лет, за 16 дней до своего 99-летия.

## Факты
- Винсент «Ченсу» Табоне не дожил до 99 лет двух недель.
- Был одним из самым пожилых руководителей глав государств и правительств в мире.

## Награды
Награды Мальты
| Страна | Дата                          | Награда                                                     | Награда                                                     | Литеры   |
| ------ | ----------------------------- | ----------------------------------------------------------- | ----------------------------------------------------------- | -------- |
| Мальта | 6 апреля 1990 — 4 апреля 1994 | Гроссмейстер и Компаньон Почёта Национального ордена Заслуг | Гроссмейстер и Компаньон Почёта Национального ордена Заслуг | K.U.O.M. |
| Мальта | 4 апреля 1989 — 4 апреля 1994 | Гроссмейстер ордена «На благо Республики»                   | Гроссмейстер ордена «На благо Республики»                   |          |

Награды иностранных государств
| Страна   | Дата вручения      | Награда                                                                                          | Награда                                                                                          | Литеры |
| -------- | ------------------ | ------------------------------------------------------------------------------------------------ | ------------------------------------------------------------------------------------------------ | ------ |
| Италия   | 18 сентября 1991 — | Кавалер Большого креста декорированного лентой ордена «За заслуги перед Итальянской Республикой» | Кавалер Большого креста декорированного лентой ордена «За заслуги перед Итальянской Республикой» |        |
| Ватикан  | 1995 —             | Кавалер цепи ордена Пия IX                                                                       | Кавалер цепи ордена Пия IX                                                                       |        |
| Германия | —                  | Кавалер Большого креста ордена «За заслуги перед Федеративной Республикой Германия»              | Кавалер Большого креста ордена «За заслуги перед Федеративной Республикой Германия»              |        |